# Gerard Sibbritt
Gerard Sibbritt (* 1942 in Perth) ist ein australischer Balletttänzer und Tanzpädagoge.
Sibbritt begann seine klassische Ballettausbildung bei Norma Massara und setzte sie in Melbourne bei Kira Bousloff und Kathleen Gorham, später während seiner Zeit beim Australian Ballet bei Asef Messerer fort. Sein erstes Engagement hatte er in Walter Gores London Ballet, später trat er in das von Norman McDowell und Jack Carter geleitete London Dance Theater ein. Er tanzte Hauptrollen u. a. in den Uraufführungen von Jenny Charats Phaedra, Andree Howards The Tempest,  Jack Carters Stagioni und Rudi Van Danzigs Jungle.
Auf internationalen Tourneen mit dem Australian Ballet interpretierte er neben klassischen Rollen des 19. Jahrhunderts (u. a. in Schwanensee und Les Sylphides) Hauptrollen in Balletten von Robert Helpmann (Yugen, Electra, Hamlet, The Display), Frederick Ashton (The Dream, La Fille Mal Gardee) und John Cranko (Pineapple Poll, The Lady and The Fool). In den USA hatte er Rollen in George Balanchines Serenade und The Four Temperaments, Antony Tudors The Divine Horsemen und The Judgement of Paris, José Limóns The Moon's Pavane und Exiles und die Titelrolle in der nordamerikanischen Uraufführung von Jack Carters The Witch Boy.
Nach dem Ende seiner aktiven Laufbahn gründete Sibbritt in Sydney das Australian Choreocenter, daneben wirkte er als Ballettmeister in 
William Forsythes Frankfurter Ballett, am Teatro Colón in Buenos Aires und am Tokyo Ballet Theatre.